# Torpille Type 93
 (janvier 2021).
Si vous disposez d'ouvrages ou d'articles de référence ou si vous connaissez des sites web de qualité traitant du thème abordé ici, merci de compléter l'article en donnant les références utiles à sa vérifiabilité et en les liant à la section « Notes et références ».
La torpille Type 93 (en japonais 酸素魚雷 Sanso gyorai, torpille à oxygène en raison de son mode de propulsion) était une torpille conçue par la marine impériale japonaise et déployée sur les navires de surface pendant la Seconde Guerre mondiale. Le développement de cette famille a commencé en 1928 avec la Type 90, dont la type 93 est une évolution en remplaçant l'air comprimé par de l'oxygène pur, et continua avec la Type 95, version réduite pour être utilisée par les sous-marins. Ce fut la torpille la plus perfectionnée et la plus efficace de son époque. Le chiffre 93 fait référence à l'année impériale japonaise 2593 (c'est-à-dire, 1933).
La torpille est appelée Longue Lance (Long lance en anglais) par les historiens américains. Cette appellation vient de Samuel Eliot Morison et est postérieure à la Seconde Guerre mondiale.

## Conception
Contrairement aux autres marines, le Japon continua à investir dans le développement des torpilles après la Première Guerre mondiale et à les tester longuement en situation réelle, développant notamment la Torpille Type 90 de 610 mm de diamètre, qui servit de base pour le développement de la Type 93, en substituant de l'oxygène pur à l'air comprimé utilisé par la Type 90.
Cette substitution, compliquée, constituait une prouesse technique dont les autres nations n'avaient pas idée, de sorte lorsque les services de renseignement américains apprennent en 1940 que les torpilles japonaises sont bien plus avancées que celles des autres pays, le Bureau of Ordnance n'y croit pas.
L'utilisation d'oxygène permettait deux choses : le gaz d'échappement ne laisse aucun sillage de bulles car il est constitué uniquement d'eau et de gaz carbonique très soluble ; et le même réservoir contient cinq fois plus de comburant par rapport à de l'air comprimé, ce qui se traduit par plus de puissance et plus de portée.
Le revers de la médaille, outre la conception sophistiquée du moteur, est que l'utilisation d'oxygène pur est compliquée et dangereuse, et nécessite des équipements spéciaux à bord des navires ainsi que des techniciens minutieux.
La Type 93 était en outre très avancée dans le domaine de la mise à feu de sa charge explosive.

## Utilisation
Les tactiques d'emploi privilégièrent des attaques à longue distance par les destroyers japonais, ce qui était permis par la longue portée de ces torpilles.
Au début du conflit contre l’US Navy, les coups mortels assénés par les navires japonais firent croire aux tacticiens américains à l'emploi massif de sous-marins par les Japonais tant ils étaient incapables d'envisager qu'une torpille puisse avoir une portée efficace supérieure à 20 kilomètres - les Mark 15 (en) américaines avaient une portée deux fois moindre et de graves problèmes de fiabilité de leur détonateur.
La marine impériale japonaise entraînait ses marins à repérer les navires ennemis la nuit, et à tirer les torpilles en silence, préservant ainsi l'effet de surprise. De son côté, la marine américaine se basait sur des radars, lesquels étaient balbutiants au début de la guerre du Pacifique. La torpille Type 93 a ainsi donné un avantage originel au Japon, mais à mesure que la guerre avançait, les batailles décisives étaient menées par des avions et des porte-avions, bien au-delà de la portée des torpilles.
Les marins chargés de la torpille étaient des marins d'élite, bien entraînés et devant garder le secret. Les autres marins ne connaissaient pas le fonctionnement de la torpille, en particulier le rôle du réservoir qui contenait l'oxygène pur.
Avec la supériorité aérienne américaine vers la fin de la guerre, les marins japonais soumis à une attaque doivent choisir de se débarrasser de leurs torpilles en raison du danger pour leur propre navire. Le Mogami jette ses torpilles et survit à la bataille de Midway alors que le Mikuma y est coulé en raison de l'explosion de ses propres torpilles. Le Chōkai est touché par un obus de faible calibre tiré par le White Plains qui provoque l'explosion des torpilles et le met hors de combat, nécessitant son sabordage.
Ce n'est que vers 1943 que les renseignements américains comprennent l'avance technologique de cette torpille.
23 navires de guerre alliés ont été coulés par la torpille Type 93 pendant la guerre.

### Variantes
Une version de cette torpille fut dérivée en Type 95 (diamètre 533 mm) pour l'emploi à bord de sous-marins.
À la fin de la guerre, la Type 93 donna lieu aussi à une extrapolation nommée Kaiten, un sous-marin suicide équivalent des kamikaze aériens.

## Caractéristiques
La torpille faisait 610 mm de diamètre et 9 m de long pour un poids de trois tonnes. Sa charge explosive de près de 500 kg était moitié plus importante que la plupart des autres torpilles.
À l'époque il existait trois motorisations pour les torpilles : électrique, diesel, ou pneumatique. C'est ce troisième système, inspiré d'une réalisation britannique, qui était utilisé par la Type 90. Il consiste en un moteur pneumatique bicylindre à plat, entrainant deux hélices coaxiales contrarotatives, et alimenté en gaz chaud et sous pression par une chambre de combustion « humide ». Cette dernière est alimentée en air comprimé et en kérosène qui brûlent ensemble, ainsi qu'en eau qui a la double fonction de limiter la température et de produire de la vapeur qui contribue à la pression du gaz produit. La principale caractéristique de la Type 93, par rapport à la Type 90, est de remplacer l'air comprimé par de l'oxygène pur. Cela lui donnait une plus grande portée et évitait le phénomène de la traînée de bulles en surface qui permet de repérer l'approche d'une torpille.
L'équation chimique de la réaction s'écrit :
2 C10H22(l) + 31 O2(g) → 20 CO2(g) + 22 H2O(g)
(Le dioxyde de carbone se dissolvant dans l'eau pour former de l'acide carbonique et la vapeur devenant de l'eau en se refroidissant dans la mer.)
À la vitesse de 48 nœuds soit près de 89 km/h, sa portée était de 12 miles (20 km), et de 24 miles (40 km) à 36 nœuds (66 km/h).
La portée supérieure à 10 000 m (6,2 milles) de la torpille de type 93 n'est efficace que lorsqu'un navire ciblé navigue droit pendant plus de quelques minutes pendant que la torpille s'approche. Cela s'est produit fréquemment lorsque des croiseurs lourds ont pourchassé de petits destroyers quittant le champ de bataille à grande vitesse de nuit, ou des porte-avions de flotte en route ciblés par un sous-marin sous l'eau, dans le Pacifique Sud en 1942.
La torpille pèse près de 3,0 tonnes, dont 480 kg pour sa tête explosive. Le moteur produit une poussée de 64 kg, permettant à la torpille de parcourir 22 km (13,5 milles) à une vitesse de 52 nœuds.
Le contre-amiral Jungo Rai a détaillé cette torpille dans son chapitre "Torpille", dans le livre "Les détails complets des armes secrètes", publié pour la première fois par Koyo-sha, Japon en 1952.

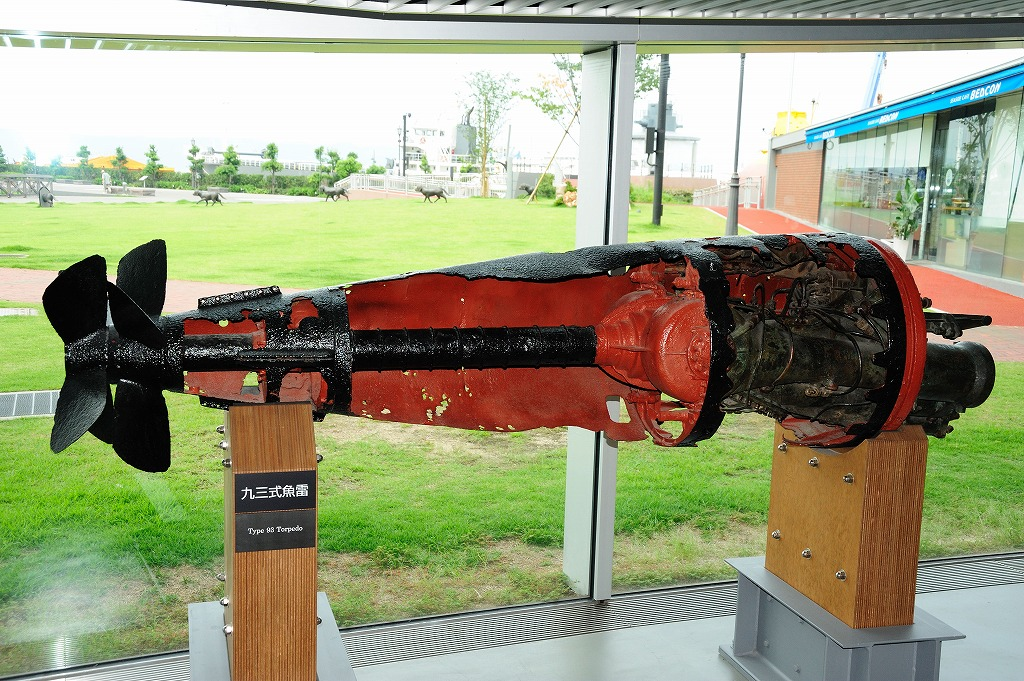
Groupe de propulsion de la Torpille Type 93

Le plus grand défi pour la torpille Type 93 est le démarrage. L'utilisation directe d’un mélange gazeux oxygène-kérosène à haute pression dans la chambre de combustion provoquerait une libération d'énergie destructrice. Utiliser de l'oxygène pur et contrôler la combustion est le secret de la torpille à oxygène.
Pour surmonter ce problème, le démarrage est fait avec de l'air comprimé, produisant un gaz de combustion à relativement basse pression. L'air comprimé s'épuise et il est progressivement remplacé par de plus en plus d'oxygène pur, ce qui fait augmenter la pression de façon supportable par le moteur. En mode stable, l'air comprimé est totalement remplacé par de l'oxygène gazeux comprimé pour brûler le kérosène.
La structure de la torpille type 93 a été expliquée par un officier ingénieur de conception de la section des torpilles de l'arsenal naval Kure de la marine impériale japonaise, Ryozo Akagi (la 16e classe de l'école de formation des ingénieurs de la marine impériale japonaise). Cette structure se décompose en plusieurs parties, de l'avant vers l'arrière : ogive, réservoir à air, flotteur avant, compartiment machines, flotteur arrière, gouvernails de queue et hélice de propulsion.
Le réservoir d'air comprimé doit résister à de fortes pressions. Il est réalisé par usinage d'un bloc d'alliage d'acier nickel-chrome-molybdène. L'alliage d'acier est connu pour avoir été développé pour la première fois pour le blindage des cuirassés. La coque de la chambre principale a une épaisseur de 12 mm. Alors que la torpille de type 93 mesure environ 9 mètres de long et 61 cm de diamètre, la chambre principale d'air ou d'oxygène gazeux du 2e type mesure 3 mètres 48 cm de long, occupait plus de 1/3 de la longueur totale de la torpille. Cette chambre principale relie la section avant de l'ogive et la section arrière de la torpille. Le reste de la coque extérieure de la torpille comprend des panneaux en acier de 3,2 mm d'épaisseur.
La torpille Type 93 est équipée d'un moteur pneumatique bicylindre alimenté en kérosène et deux types de gaz pour fonctionner :
- du gaz de 1er type (air comprimé) est utilisé pour démarrer le moteur. Ce gaz est en fait de l’air gazeux à haute pression à 230 atm, contenu dans un petit réservoir de 13,5 litres. Une vanne de régulation permet l'alimentation du gaz vers la chambre de combustion à une pression contrôlée et adéquate.
- du gaz de 2e type (oxygène pur à 98% à haute pression), est utilisé pour produire un entraînement puissant. Le gaz est à 225 atm et stocké dans une chambre principale de 980 litres, avec un clapet antiretour qui permet le passage du gaz 2 vers le premier réservoir.

Initialement seul l'air comprimé est fourni à la chambre de combustion avec le kérosène. L'allumage commence doucement avec le mélange air-essence qui brûle régulièrement dans le moteur. Au fur et à mesure que l'air comprimé est consommé et perd de la pression, de l'oxygène gazeux à haute pression passe du second réservoir vers le premier. Bientôt, le réservoir d’air est rempli d’oxygène pur et une combustion puissante continue dans le moteur.
En fonctionnement, le régulateur de pression abaisse la pression décroissante du gaz comprimé dans la chambre à air jusqu'à obtenir une pression constante et inférieure pour maintenir la vitesse de constante de la torpille.
Le mélange d'oxygène, d'air et de pétrole lampant est alors injecté dans la chambre de combustion en amont du moteur, le gaz de combustion ainsi produit pousse les pistons vers le bas et fait tourner l'arbre d'entraînement unique. L'arbre principal est composé d'un arbre d'entraînement intérieur et extérieur, faisant tourner des pales coaxiales doubles contrarotatives à 4 lames, pour stabiliser la direction de la torpille fonctionnant sous l'eau.
La torpille nécessite un entretien minutieux. Les navires de guerre équipés de lance-torpilles de type 93 nécessitaient un système générateur d'oxygène à bord pour utiliser ce type de torpilles. L'oxygène pur est dangereux, pouvant facilement provoquer un incendie ou une explosion si une tache d'huile reste à l'intérieur des conduites d'air. L'entretien des canalisations de nettoyage est le travail le plus important mais le plus fastidieux pour faire fonctionner la torpille Type 93. Les travaux de nettoyage nécessitent 4 ou 5 jours. L'utilisation pratique des moteurs à oxygène et à gaz était un secret absolu dans la marine impériale japonaise. Le mot oxygène était interdit, et seuls les techniciens étaient dans le secret.